# Philothamnus ornatus
Espèce
Philothamnus ornatus est une espèce de serpents de la famille des Colubridae.

## Répartition
Cette espèce se rencontre en Angola, au Botswana, au Zimbabwe, au Malawi, en Tanzanie, en Zambie, au Congo-Kinshasa et au Cameroun.

## Publication originale
- Bocage, 1872 : Diagnoses de quelques espèces nouvelles de reptiles d'Afrique occidentale. Jornal de Sciencias Mathematicas, Physicas e Naturaes, Academia Real das Sciencias de Lisboa, vol. 4, p. 72-82 (texte intégral).